# Lakuniemi
Lakuniemi är en udde i Finland. Den ligger i Fredrikshamn i landskapet Kymmenedalen, i den södra delen av landet, 130 km öster om huvudstaden Helsingfors.
Terrängen inåt land är mycket platt. Havet är nära Lakuniemi åt sydväst.  Närmaste större samhälle är Fredrikshamn, 4,2 km norr om Lakuniemi. 